# 魯斯A鎮區 (密蘇里州斯通縣)
魯斯A鎮區（英語：Ruth A Township）是位於美國密蘇里州斯通縣的一個行政鎮區。

## 地方資料
魯斯A鎮區的面積為153.44平方千米，當中陸地面積為150.83平方千米，而水域面積為2.61平方千米。根據2020年美國人口普查的數據，當地共有人口4463人，而人口密度為每平方千米29.09人。